# Ponte Skarnsund

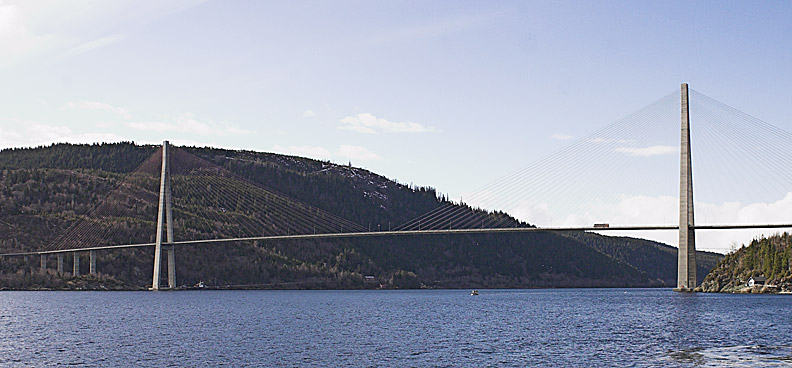
Ponte Skarnsund

A ponte Skarnsund (em norueguês:  Skarnsundet bru) liga os municípios de Mosvik e Inderøy em Nord-Trøndelag na Noruega como parte da rodovia 755. O barco a vapor Skarnsund conecta Trondheim Fjord com Beitstad Fjord enquanto a ponte liga as regiões de Innherred com Fosen.

## História
A ponte foi inaugurada pelo rei Haroldo V em 19 de dezembro de 1991.